# Colli di Scandiano e di Canossa Lambrusco Montericco rosso frizzante
Le Colli di Scandiano e di Canossa Lambrusco Montericco rosso frizzante est un vin effervescent rouge de la région Émilie-Romagne doté d'une appellation DOC depuis le 20 septembre 1996. Seuls ont droit à la DOC les vins récoltés à l'intérieur de l'aire de production définie par le décret. 

## Aire de production
Les vignobles autorisés se situent en province de Reggio d'Émilie dans les communes de Albinea, Quattro Castella, Bibbiano, Montecchio, San Polo d'Enza, Canossa, Vezzano sul Crostolo, Viano, Scandiano, Castellarano et Casalgrande ainsi qu'en partie sur le territoire des communes Reggio d'Émilie, Casina, Sant'Ilario d'Enza et Cavriago.
Voir aussi l’article Colli di Scandiano e di Canossa Lambrusco Montericco rosso.

## Caractéristiques organoleptiques
- couleur : rouge rubis plus ou moins intense
- odeur : agréable, caractéristique, fruité
- saveur : sec ou aimable, caractéristique, frais, agréable, harmonique

Le Colli di Scandiano e di Canossa Lambrusco Montericco rosso frizzante se déguste à une température de 10 à 12  °C et il se boit jeune.

## Production
Province, saison, volume en hectolitres :
- pas de données disponibles